# 亚娜·兰特拉托娃
亚娜·瓦列里耶芙娜·兰特拉托娃（羅馬化：Yana Valer'yevna Lantratova；1988年12月14日—）是俄罗斯政治人物，第八届国家杜马代表。
2006年至2007年，兰特拉托娃在MTV、Muz-TV、5TV从事电视工作。2006年，她创立并领导了青年组织明星中心，专门组织流行歌手在孤儿院、医院和寄宿学校进行慈善演出。2009年，她担任统一俄罗斯党青年近卫军发起的项目的地区策展人。2010年，她开始担任圣彼得堡立法议会议员维塔利·米洛诺夫的助理。2010年12月，她当选为统一俄罗斯党青年近卫军联邦协调委员会成员。2011年，她领导了全俄人民阵线侦查和制止针对儿童的犯罪、在互联网上传播儿童色情制品和恋童癖的工作组。2012年11月至2018年12月，她担任俄罗斯联邦总统公民社会和人权发展委员会。2015年11月，她被任命为理事会执行秘书。2021年9月起担任第八届国家杜马代表。

## 制裁
兰特拉托娃于2022年因俄乌战争而受到英国政府的制裁。